# Sint-Joris-Weert
Sint-Joris-Weert (fr. Weert-Saint-Georges) – dzielnica (deelgemeente) gminy Oud-Heverlee w Belgii, w Regionie Flamandzkim, w prowincji Brabancja Flamandzka, w okręgu Leuven. 1 stycznia 2020 roku liczyła 1916 mieszkańców. Do 31 grudnia 1976 samodzielna gmina.  

## Demografia
Liczba mieszkańców, stan na 1 stycznia:
| Rok                | 1930 | 1970 | 2020 |
| ------------------ | ---- | ---- | ---- |
| Liczba mieszkańców | 1044 | 1187 | 1916 |